# Notre-Dame-Universität – Louaize
Die Notre-Dame-Universität – Louaize (NDU) (arabisch جامعة سيدة اللويزة) in Zouk Mosbeh, 15 Kilometer nördlich von Beirut, wurde durch den Maronitischen Orden der Heiligen Jungfrau Maria im Jahre 1987 gegründet. Seit der Gründung des Ordens im Jahre 1695 gibt es einen Schwerpunkt auf Schulbildung und Erziehung. Die erste Schule wurde im Jahre 1696 eingerichtet. Im Jahre 1978 wurde vom Mitglied des Ordens, Bischof Beschara Rahi, das Louaize-Kolleg für Höhere Bildung gegründet. Die Universität hat mehrere Filialen im Norden, im Chouf-Gebirge. Die Universität richtet sich nach dem amerikanischen Bildungssystem. Es gibt 7000 Studenten an der Universität.

## Studium
Seit 1992 hat der Universität ein Graduiertenprogramm für die Fächer
- Informatik
- Betriebswirtschaft
- International Beziehungen und Diplomatie
- Englische Literatur
- Angewandte Linguistik
- Arabische Sprache und Literatur

Seit 1994 gibt es eine Fakultät für Ingenieurwissenschaften und Architektur. Seit 2000 wurde die Fakultät in zwei Fachbereiche aufgeteilt.

## Forschungszentren
- Zentrum für angewandte Forschung in der Erziehung (CARE)
- Zentrum für Digitalisierung und Erhaltung (CDP) orientalisch-christlicher Literatur
- Libanesisches Zentrum für Gesellschaftsstudien (LCSR)
- Libanesisches Emigrationsforschungszentrum (LERC)
- Zentrum für Marianische Studien (MSC)
- Wasser-, Energie- und Umweltforschungszentrum (WEERC)